# Chatham Cup 2025
La Chatham Cup 2025, anche nota come Delivereasy Chatham Cup per ragioni di sponsorizzazione, è la 97ª edizione della coppa nazionale neozelandese di calcio. La competizione è iniziata il 25 aprile 2025 e terminerà nel settembre 2025 con la finale.
La squadra campione in carica è il Wellington Olympic, che ha vinto la sua seconda coppa nazionale nell'edizione 2024.

## Incontri

### Turno preliminare
Le gare si sono giocate nel fine settimana dell'ANZAC Day.

#### Nord
| Squadra 1              | Risultato   | Squadra 2          |
| ---------------------- | ----------- | ------------------ |
| 25 aprile 2025         |             |                    |
| West Auckland          | 1 - 0       | Uni-Mount Bohemian |
| Te Puke United         | 0 - 1       | Internationale     |
| AFC Bohemian Celtic    | 1 - 4       | Te Atatu           |
| Papakura City          | 5 - 3 (dts) | Te Awamutu         |
| Otorohanga             | 0 - 2       | Franklin United    |
| South Auckland Rangers | 2 - 0       | Albany United      |
| Mangere United         | 2 - 5       | Waikato Unicol     |
| Plains Rangers         | 1 - 2       | Whakatane Town     |
| 26 aprile 2025         |             |                    |
| Papatoetoe             | 2 - 4       | Matamata Swifts    |
| Oratia United          | 0 - 1 (dts) | Waiheke Utd        |
| 3 maggio 2025          |             |                    |
| Brean Bay United       | 3 - 1       | Colo Boys          |

#### Centro
| Squadra 1           | Risultato   | Squadra 2         |
| ------------------- | ----------- | ----------------- |
| 27 aprile 2025      |             |                   |
| Taradale            | 2 - 4       | Palmerston United |
| Whanganui Athletic  | 3 - 0       | Waitara           |
| Western Rangers     | 3 - 0       | Western}          |
| Greytown            | 1 - 2 (dts) | Seatoun           |
| Carterton           | 0 - 1       | Naenae            |
| Victoria University | 1 - 0       | Lower Hutt City   |
| Stokes Valley       | 0 - 4       | Wellington Marist |
| Wellington Utd      | 1 - 3       | Tawa              |
| Kapiti Coast United | 0 - 8       | Wainuiomata       |
| Stop Out            | 6 - 0       | Te Kotahitanga    |

#### Sud
| Squadra 1         | Risultato   | Squadra 2          |
| ----------------- | ----------- | ------------------ |
| 22 aprile 2025    |             |                    |
| Grants Braes      | 0 - 4       | Green Island       |
| 25 aprile 2025    |             |                    |
| Motueka           | 1 - 6       | Rangers            |
| Richmond Athletic | 1 - 2 (dts) | Wakefield          |
| Western           | 2 - 1 (dts) | Twenty 11          |
| Parklands United  | 1 - 6       | Waimakariri United |
| Burwood           | 6 - 2       | Halswell United    |
| 26 aprile 2025    |             |                    |
| Central           | 1 - 10      | FC Nelson          |

### Primo turno

#### Nord
| Squadra 1              | Risultato   | Squadra 2            |
| ---------------------- | ----------- | -------------------- |
| 10 maggio 2025         |             |                      |
| Whakatane Town         | 1 - 0       | West Hamilton United |
| Ngongotaha             | 2 - 4 (dts) | Waikato Unicol       |
| Melville United        | 8 - 0       | Matamata Swifts      |
| Mount Albert-Ponsonby  | 1 - 4       | Cambridge            |
| Northern               | 2 - 0       | Claudelands Rovers   |
| Waiheke Utd            | 5 - 1       | West Auckland        |
| Northland              | 4 - 3       | Papakura City        |
| Beachlands Maraetai    | 1 - 4 (dts) | Hibiscus Coast       |
| South Auckland Rangers | 1 - 5       | Hamilton Wanderers   |
| Otumoetai              | 6 - 2       | Franklin United      |
| Central Utd            | 2 - 1       | Te Atatu             |
| Bream Bay United       | 0 - 6       | Manukau United       |
| Bucklands Beach        | 6 - 1       | Papamoa              |
| Taupo                  | 3 - 0 (dts) | Metro                |
| Waitemata              | 3 - 5 (dts) | Ellerslie            |
| 11 maggio 2025         |             |                      |
| Internationale         | 0 - 6       | Takapuna             |

#### Centro
| Squadra 1               | Risultato   | Squadra 2          |
| ----------------------- | ----------- | ------------------ |
| 10 maggio 2025          |             |                    |
| Palmerston North United | 10 - 1      | Western Rangers    |
| Stop Out                | 9 - 0       | Naenae             |
| Wellington Marist       | 2 - 1       | Tawa               |
| Seatoun                 | 1 - 0       | Wainuiomata        |
| Palmerston North Marist | 2 - 0       | Whanganui Athletic |
| Douglas Villa           | 2 - 3 (dts) | Victoria United    |

#### Sud
| Squadra 1          | Risultato | Squadra 2      |
| ------------------ | --------- | -------------- |
| 10 maggio 2025     |           |                |
| Waimakariri United | 1 - 3     | Coastal Spirit |
| Western            | 0 - 3     | Selwyn United  |
| Northern Hearts    | 3 - 2     | Roslyn-Wakari  |
| Green Island       | 3 - 1     | Old Boys       |
| UC Football        | 0 - 2     | Ferrymead Bays |
| 11 maggio 2025     |           |                |
| Cashmere Technical | 2 - 0     | Burwood        |
| Nelson Suburbs     | 6 - 0     | FC Nelson      |
| Rangers            | 7 - 1     | Wakefield      |

### Secondo turno

#### Nord
| Squadra 1               | Risultato       | Squadra 2       |
| ----------------------- | --------------- | --------------- |
| 31 maggio 2025          |                 |                 |
| Ngaruawahia United      | 0 - 5           | Cambridge       |
| North Shore Utd         | 0 - 1           | Waiheke Utd     |
| Manukau United          | 2 - 1           | Northern United |
| Ellerslie               | 0 - 2           | Northland       |
| Onehunga Mangere United | 0 - 4           | Auckland City   |
| Hamilton Wanderers      | 3 - 2           | Northern Rovers |
| Hibiscus Coast          | 5 - 0           | Waikato Unicol  |
| 2 giugno 2025           |                 |                 |
| West Coast Rangers      | 12 - 0          | Whakatane Town  |
| Taupo                   | 0 - 5           | Auckland United |
| Bucklands Beach         | 0 - 5           | Eastern Suburbs |
| Tauranga City           | 5 - 1           | Bay Olympic     |
| Auckland Reserves       | 1 - 1 (5-6 dtr) | Melville United |
| East Coast Bays         | 1 - 2           | Western Springs |
| Central Utd             | 1 - 4           | Birkenhead Utd  |
| Otumoetai               | 0 - 2           | Manurewa        |
| Fencibles United        | 2 - 1 (dts)     | Takapuna        |

#### Centro
| Squadra 1               | Risultato   | Squadra 2                   |
| ----------------------- | ----------- | --------------------------- |
| 31 maggio 2025          |             |                             |
| Victoria University     | 1 - 2       | Palmerston North United     |
| Stop Out                | 6 - 0       | Seatoun                     |
| Upper Hutt City         | 1 - 2 (dts) | Western Suburbs             |
| Wellington Marist       | 0 - 8       | Miramar Rangers             |
| North Wellington        | 0 - 7       | Island Bay Utd              |
| Petone                  | 0 - 3       | Wellington Olympic          |
| Palmerston North Marist | 0 - 4       | Waterside                   |
| 1 giugno 2025           |             |                             |
| Napier City Rovers      | 3 - 1       | Wellington Phoenix Reserves |

#### Sud
| Squadra 1           | Risultato | Squadra 2          |
| ------------------- | --------- | ------------------ |
| 30 maggio 2025      |           |                    |
| Ferrymead Bays      | 4 - 1     | Selwyn United      |
| 31 maggio 2025      |           |                    |
| Christchurch United | 4 - 0     | Nomads United      |
| Green Island        | 0 - 3     | Wanaka             |
| Otago University    | 2 - 1     | Northern Hearts    |
| Dunedin City        | 5 - 1     | Mosgiel            |
| Queens Park         | 1 - 5     | Northern           |
| 1 giugno 2025       |           |                    |
| Coastal Spirit      | 1 - 4     | Cashmere Technical |
| Nelson Suburbs      | 4 - 0     | Rangers            |

### Terzo turno

#### Nord
| Squadra 1          | Risultato       | Squadra 2          |
| ------------------ | --------------- | ------------------ |
| 14 giugno 2025     |                 |                    |
| Northland          | 0 - 3           | Auckland United    |
| Eastern Suburbs    | 5 - 2           | Tauranga City      |
| Auckland City      | 1 - 2           | Waiheke Utd        |
| Hamilton Wanderers | 1 - 2 (dts)     | Manukau United     |
| Western Springs    | 1 - 0 (dts)     | Hibiscus Coast     |
| Melville United    | 1 - 0           | Manurewa           |
| Fencibles United   | 4 - 3 (dts)     | Cambridge          |
| Birkenhead Utd     | 0 - 0 (4-2 dtr) | West Coast Rangers |

#### Centro
| Squadra 1               | Risultato | Squadra 2          |
| ----------------------- | --------- | ------------------ |
| 14 giugno 2025          |           |                    |
| Miramar Rangers         | 0 - 3     | Napier City Rovers |
| Waterside               | 0 - 3     | Wellington Olympic |
| Island Bay Utd          | 0 - 5     | Western Suburbs    |
| 15 giugno 2025          |           |                    |
| Palmerston North United | 3 - 0     | Stop Out           |

#### Sud
| Squadra 1           | Risultato       | Squadra 2          |
| ------------------- | --------------- | ------------------ |
| 13 giugno 2025      |                 |                    |
| Christchurch United | 3 - 1           | Cashmere Technical |
| 14 giugno 2025      |                 |                    |
| Otago University    | 0 - 0 (2-3 dtr) | Wanaka             |
| Ferrymead Bays      | 3 - 5 (dts)     | Nelson Suburbs     |
| Northern            | 0 - 2 (dts)     | Dunedin City       |

### Quarto turno

#### Nord
| Squadra 1        | Risultato | Squadra 2       |
| ---------------- | --------- | --------------- |
| 4 luglio 2025    |           |                 |
| Fencibles United | 2 - 1     | Western Springs |
| 5 luglio 2025    |           |                 |
| Manukau United   | 1 - 3     | Eastern Suburbs |
| Auckland City    | 7 - 1     | Melville United |
| Birkenhead Utd   | 7 - 0     | Waiheke Utd     |

#### Centro
| Squadra 1          | Risultato | Squadra 2               |
| ------------------ | --------- | ----------------------- |
| 5 luglio 2025      |           |                         |
| Western Suburbs    | 4 - 1     | Palmerston North United |
| 6 luglio 2025      |           |                         |
| Napier City Rovers | 2 - 3     | Wellington Olympic      |

#### Sud
| Squadra 1     | Risultato | Squadra 2           |
| ------------- | --------- | ------------------- |
| 5 luglio 2025 |           |                     |
| Wanaka        | 0 - 3     | Christchurch United |
| Dunedin City  | 0 - 1     | Nelson Suburbs      |

### Quarti di finale
| Squadra 1           | Risultato   | Squadra 2          |
| ------------------- | ----------- | ------------------ |
| 26 luglio 2025      |             |                    |
| Western Suburbs     | 2 - 3 (dts) | Wellington Olympic |
| Christchurch United | 2 - 4 (dts) | Auckland City      |
| Fencibles United    | 0 - 2       | Eastern Suburbs    |
| 27 luglio 2025      |             |                    |
| Nelson Suburbs      | 2 - 1 (dts) | Birkenhead Utd     |

### Semifinali
| Squadra 1       | Risultato       | Squadra 2          |
| --------------- | --------------- | ------------------ |
| 16 agosto 2025  |                 |                    |
| Auckland City   | 3 - 0           | Nelson Suburbs     |
| Eastern Suburbs | 1 - 1 (3-4 dtr) | Wellington Olympic |